# Bernardus van Vollenhoven
Bernardus van Vollenhoven (overleden te Zwolle op 17 mei 1309) was een groot deel van zijn leven deken van de kapittelkerk van Sint Lebuïnus te Deventer. In het slot van zijn leven was hij proost te Zwolle. Bernardus stichtte rond 1309 een priorij van het Bethlehemklooster te Doetinchem in het Hof van Vollenhove te Zwolle en liet hieraan al zijn bezittingen na. Het complex groeide uit tot het Klooster Bethlehem. 
Bernardus behoorde tot het Oud-Overijssels geslacht Van Vollenhoven. Hij was de zoon van de Zwollenaar Herman van Vollenhoven. Zijn broer Herman jr. was slotvoogd te Vollenhove.